# Manuel Martínez de la Escalera
Manuel Martínez de la Escalera y Pérez de Rozas (San Sebastián, 18 de diciembre de 1867-Tánger, 9 de agosto de 1949) fue un entomólogo y naturalista español. Trabajó durante más de cincuenta años para el Museo Nacional de Ciencias Naturales y la Real Sociedad Española de Historia Natural. Autor de un centenar y medio de publicaciones en las que describían más de 800 especies de insectos, exploró regiones de Turquía, Siria, Irán, Irak, Marruecos y Guinea Ecuatorial, acompañado en ocasiones por su hermano Fernando Martínez de la Escalera y Pérez de Rozas o su hijo Fernando Martínez de la Escalera y Goróstegui; tanto en esas expediciones, como en la península ibérica, recolectó ejemplares de insectos y de otros grupos zoológicos, legado que se conserva en diferentes museos de España y Europa.

## Biografía
Nace en San Sebastián el 18 de diciembre de 1867. Es el primogénito del matrimonio de Manuel Martínez de la Escalera Casas, abogado funcionario de Aduanas, y María Pérez de Rozas Campuzano. La familia Martínez de la Escalera era oriunda de Ortigosa de Cameros, pueblo riojano situado en el valle del río Iregua. Algunos de los miembros de la familia fueron caballeros diviseros del Ilustre Solar de Tejada, por lo que ostentaban el título de nobles de Tejada. Tras el nacimiento, fue bautizado el 22 de diciembre en la parroquia de Santa María la Mártir en San Sebastián como Manuel María José Ramón Viviano Juan Martínez de la Escalera.

### Inicios (1882-1897)
El domicilio familiar se traslada a Guadalajara, donde Manuel estudia en su Instituto, obteniendo el título de bachiller con la calificación de aprobado. En 1884 comienza la carrera de Derecho en la Universidad Central de Madrid, finalizando los estudios en 1892. En estos años entra en contacto con los profesores del Museo Nacional de Ciencias Naturales (MNCN) y comienza a acudir al Laboratorio de Entomología y a participar en las excursiones científicas que desde allí se convocaban. Inicia también sus propias exploraciones entomológicas por España. En 1889 es admitido como socio en la Sociedad Española de Historia Natural (SEHN), organismo que junto al MNCN constituirá el marco institucional en que van a desarrollarse la mayoría de sus actividades. Poco más tarde, en 1892 ingresa en la Société Entomologique de Francia.
Se casa con Emma Goróstegui Campuzano el 22 de octubre de 1890 en Villaviciosa de Odón, pueblo de la provincia de Madrid en el que más tarde monta una vaquería como negocio familiar. Entre 1893 y 1896 nacen sus tres primeros hijos: Emma, Fernando y María.
En sus exploraciones y colectas de insectos recorre gran parte de España e, interesado por entonces en la fauna cavernícola, presta una especial atención a los muestreos bioespeleológicos. Como resultado va creando una importante colección científica, que es parcialmente estudiada por otros entomólogos. Uno de ellos, Ignacio Bolívar, describe el primer insecto que lleva su nombre, el grillo Gryllodes escalerae: 

…la dedico á D. Manuel Martínez de la Escalera, entusiasta entomólogo que ha puesto una vez más á prueba su habilidad y pericia en la caza de los insectos…

### Las expediciones (1898-1904)
El año 1898 marca el comienzo de su actividad investigadora y de sus aventuras de exploración científica. Desde abril a septiembre realiza el primer viaje a Oriente Próximo, por Siria y Turquía, recorriendo zonas prácticamente inexploradas hasta entonces por naturalistas. La finalidad de este viaje era la recolección de especímenes de Historia Natural, y estuvo parcialmente subvencionado por el coleccionista francés René Oberthür, a quien Martínez de la Escalera había vendido poco antes su valiosa colección de insectos españoles. En esta expedición, el hito más conocido de la vida del autor, logró reunir alrededor de 20.000 ejemplares pertenecientes a unas 2300 especies. También en este año aparecen sus dos primeras publicaciones científicas en la Actas de la SEHN, incluyendo la descripción de sus tres primeras especies nuevas para la Ciencia. Una de estas publicaciones constituye un estudio monográfico que incorpora toda la información disponible sobre el grupo e incluye datos ecológicos de interés general.

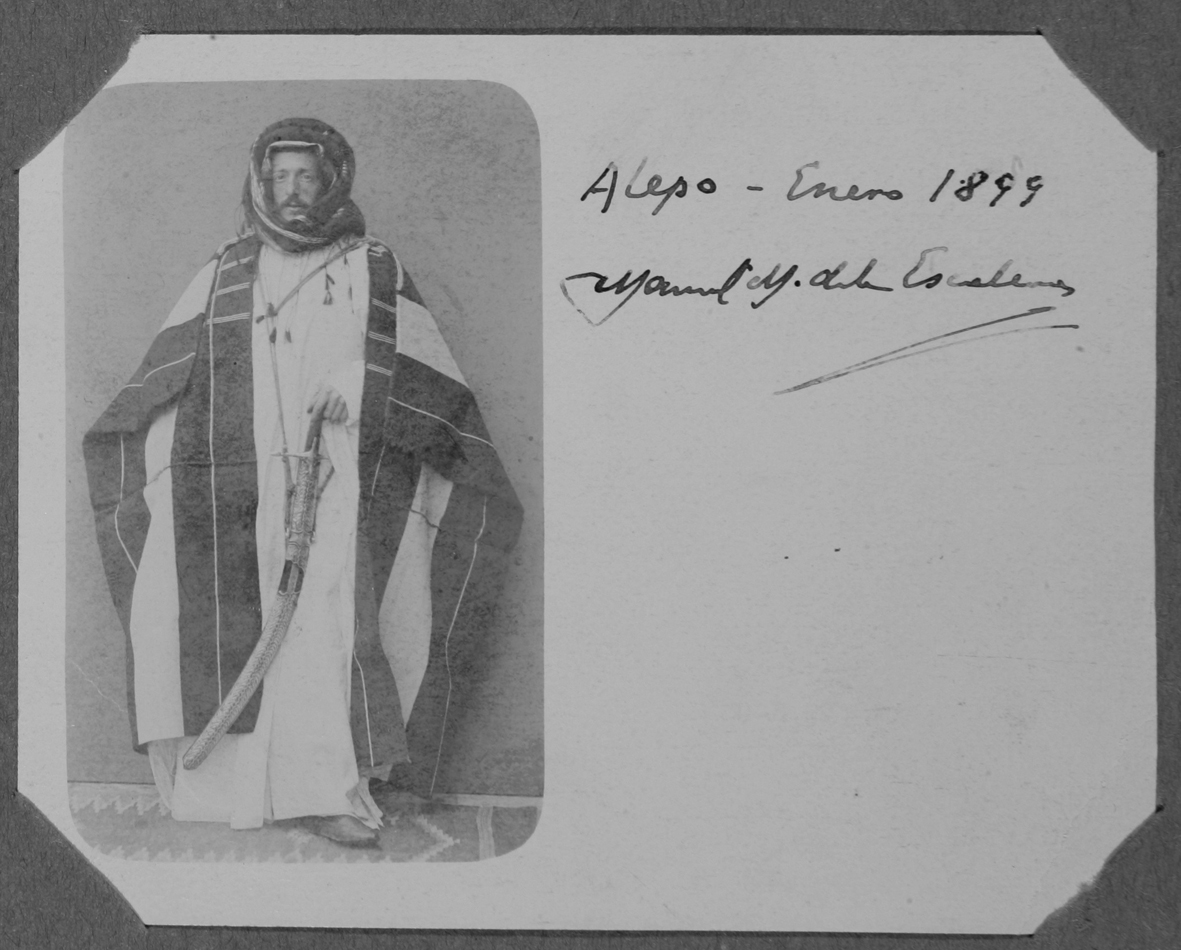
Escalera en Alepo (1899)

En enero del siguiente año parte de nuevo a Oriente Próximo, acompañado esta vez de su hermano menor, Fernando. El viaje, auténtico periplo novelesco, en el que durante todo un año recorren Turquía, Siria, Irán e Irak, es rememorado con nostalgia por el autor años más tarde: 

Yo mismo ayer, en 1899, siguiendo en su periplo milenario en Mesopotamia y Persia a las tribus Bachtyaris, viví voluntariosamente los tiempos heroicos en que no había carreteras, ni autos, ni aeroplanos, ni subvenciones estatales; pero, a pesar de ello, viajaba el que quería y por poco dinero; y como al parecer está de moda hablar de estas aventuras, sigo la corriente, y, viviendo del recuerdo, no pudiéndolo hacer de otra manera, retrotraigo a la actualidad tiempos, tierras y costumbres bíblicas, de caminatas lentas al largo de las sendas trashumantes de las razas nómadas que sin descanso, buscan, cruzando vericuetos y altibajos formidables allí, comida y pastos de inviernos y veranos extremosos y de primaveras y otoñadas fugaces.

Gran parte del viaje se realiza en condiciones de extrema dificultad, resultando enfermo Fernando quien morirá al poco de su regreso a España. La SEHN da noticias de este viaje en sus Actas, y la Real Sociedad Geográfica de Madrid le invita a dar una conferencia sobre su expedición. Las colecciones logradas en el viaje ingresan mayoritariamente en el MNCN. En abril de 1900, habiéndose tenido noticias de que se preparaba el envío de una embajada oficial a la corte del Sultán de Marruecos, se propone en la SEHN que la acompañe como agregado naturalista, Martínez de la Escalera: 

... que tantas pruebas tiene dadas de su aptitud para este género de empresas.

 Todo indica que aquella embajada no llegó nunca a realizarse.
En 1900 aparece el primero de sus trabajos sobre coleópteros del género Dorcadion (Coleoptera: Cerambycidae), uno de los temas en que el autor centrará sus investigaciones y a cuyo conocimiento contribuye con aportaciones de ineludible consulta.
En mayo de 1901 es designado para formar parte como naturalista de la Comisión española de Límites que en función de lo acordado en el Convenio Franco-Español de París de 1900 y más tarde en el Convenio de Delimitación de 1901 se ocupará de establecer, junto a la correspondiente comisión francesa, la demarcación fronteriza entre las posesiones de ambos países al sur de los territorios del río Muni, parte continental de la actual Guinea Ecuatorial. Por R. D. de 27 de mayo, se nombró Comisario Regio de la expedición a Pedro Jover y Tovar, diplomático de probada experiencia, quien designaría a los miembros de la propia Comisión. Aparte de la dotación militar acompañante, queda ésta compuesta por el comandante y capitanes de Estado Mayor López Vilches, Borrajo Viñas y Nieves Coso, los marinos Gutiérrez Sobral y Montaldo, y los exploradores y naturalistas López Zafra, D’Almonte, Ossorio y Martínez de la Escalera, con Melquiades Criado como ayudante de este último. Permanecen en aquellos territorios de junio a noviembre de 1901 y el naturalista logra importantes colectas de especímenes de historia natural, Las Colecciones del Muni, para las que se creará una Comisión de recepción, estudio y clasificación de la que Escalera fue nombrado secretario encargado del laboratorio. Durante su estancia en África Occidental muere su hija María.
Al regreso, imparte en la Real Sociedad Geográfica de España una conferencia titulada Los territorios del Muni, sus condiciones y colonización en la que, apartándose de sus intereses habituales, ofrece interesantísimos datos antropológicos y geográficos, y comentarios relativos a los recursos y posibilidades económicas de la zona, incluyendo una profunda crítica a la actuación del Gobierno en sus posesiones.
El Estado se implica directamente en el destino de los materiales zoológicos capturados en el Muni y procura los fondos necesarios para su estudio y publicación. Estas investigaciones, que se sabían del mayor interés científico por lo desconocido del área geográfica y las numerosas novedades esperadas, fueron encargadas a reconocidos especialistas españoles y de otros países europeos, y van apareciendo entre 1903 y 1910 formando conjuntamente el primer volumen de las Memorias de la Real Sociedad Española de Historia Natural (RSEHN). Muchas de las nuevas especies halladas en este material –más de doscientas de muy diversos grupos zoológicos– fueron dedicadas por los autores a su colector, asignándoles el nombre específico escalerae.
Entretanto, durante la primavera de 1902, nuestro autor había vuelto a Oriente Próximo en la que sería su última exploración de aquella región y la más desconocida pues no dejó noticias escritas sobre la misma. A su vuelta prosigue sus continuos muestreos y exploraciones por gran parte del territorio español. En septiembre nace su cuarto y último hijo, Manuel. Durante este periodo sus relaciones con el Museo (MNCN) se han ido haciendo más y más estrechas y sus colaboraciones más asiduas. Fue comisionado, por ejemplo, para la tramitación y traslado desde París de dos valiosas colecciones entomológicas donadas a la institución por sendos especialistas, Teodoro Seebold y Jorge Lauffer. Fallecido por entonces su maestro y amigo Serafín de Uhagón, redacta la nota necrológica del mismo que aparece en el Boletín de la RSEHN.

### La aventura en Marruecos (1905-1915)
De 1905 a 1915 Martínez de la Escalera estableció un estrecho vínculo con Marruecos, que le marcó tanto a él como a su familia tanto en lo personal como en lo profesional. Durante este periodo de tiempo, cambió su lugar de residencia en varias ocasiones, entre España y Marruecos debido principalmente a la inestabilidad existente en Marruecos en esta época.
| País      | Estancia                           | Duración aproximada |
| --------- | ---------------------------------- | ------------------- |
| Marruecos | Junio de 1905 - septiembre de 1905 | 3 meses             |
| España    | Septiembre de 1905 - otoño de 1906 | 1 año               |
| Marruecos | Otoño de 1906 - verano de 1907     | 1 año               |
| España    | Verano de 1907 - Verano, 1909      | 2 años              |
| Marruecos | Verano, 1909 - finales, 1915       | 6 años              |

#### 1.ª campaña (junio-septiembre, 1905)
En la sesión de enero de la RSEHN, al debatirse el destino de la excursión científica anual de la Sociedad: 

El Sr. Martínez Escalera […] manifestó podía ser muy oportuno realizar alguna á Marruecos. […] y reconociéndose el gran interés… [y] que había de necesitar recursos de cierta importancia y la cooperación de varias personas decididas á hacerla, se nombró una Comisión […] para que estudiase y propusiese el modo de realizarla y cuanto con este proyecto se relacionara.

Y en breve quedó organizada la Comisión para la Exploración y Estudio del Noroeste de África, que con fondos del Estado y aportaciones logradas por la propia Sociedad, funcionaría de forma más o menos continuada durante más de una década. Parece destacable el papel jugado por Escalera en esta Comisión, especialmente en sus comienzos, y de un modo u otro seguiría implicado durante años en las actividades de la misma. Se consiguió ya desde un principio un considerable apoyo social y económico: 

Forman actualmente este organismo, que preside el ex ministro Sr. Allendesalazar, los duques de Alba, de Luna y de Medinaceli, marqués de Santa Cruz y Santiago Ramón y Cajal, vicepresidentes; el marqués de Urquijo, tesorero; D. Ignacio Bolívar, secretario; D. Manuel M. de la Escalera, comisario…

 y seis consocios naturalistas como vocales. A propuesta de Escalera, una comisión de la que formaba parte él mismo, fue recibida por el propio Alfonso XIII obteniendo del mismo una aportación de 5000 ptas., y de la infanta Eulalia de Borbón, el regalo de «unos magníficos anteojos Goertz de campaña».
Parte Escalera en su primer viaje a Marruecos en el mes de junio de 1905, viajando a Tánger, Mogador y otras localidades de la costa marroquí y emprendiendo de inmediato, con dos ayudantes españoles y alguno de la región, sus trabajos de estudio y recolección zoológica. A partir de entonces serán continuos sus desplazamientos y correrías por Marruecos, en una época especialmente conflictiva en la que el naturalista, y posteriormente su hijo Fernando, vivirán repetidas situaciones de riesgo sin que ello entorpeciera generalmente sus objetivos científicos:

No se limitó el Sr. Escalera [a sus capturas] sino que […] hizo estudios y observaciones y estableció relaciones en el país, que han de ser más tarde muy útiles á los futuros excursionistas

Con relación a sus investigaciones, ese mismo año describió las que serían sus primeras nuevas especies africanas.
Finalizada esta primera campaña y de vuelta en España, prosigue su exploración entomológica del país con muestreos en Cáceres, Cuenca, Jaén y Segovia y publica su único trabajo sobre vertebrados: Algunos datos para el conocimiento de las águilas que vuelan en la provincia de Madrid. En marzo de 1906 imparte en el Ateneo de Madrid la conferencia Riqueza extraíble de Marruecos y el Sáhara evidenciando nuevamente su preocupación por cuestiones ajenas a su quehacer cotidiano.

#### 2.ª campaña (otoño, 1906-verano, 1907)

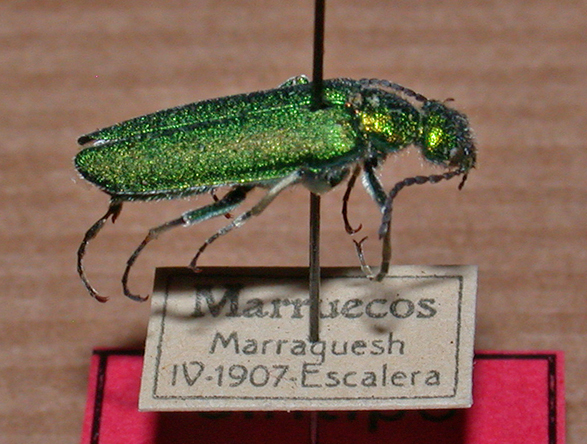
Halosimus robustus Escalera, 1925 capturado en Marraquech en 1907

En otoño de 1906 vuelve a Marruecos por segunda vez, asentándose en Mogador: 

…donde residí más tiempo, de 1905-1911, a veces años enteros alternando con expediciones al interior

Propicia junto a Ignacio Bolívar la creación de una estación o laboratorio de biología marítima en esta ciudad, centro que iniciado con grandes expectativas y llegando inclusive a disponer de personal propio, no llegó nunca a ser inaugurado. Algo más tarde, considerando la riqueza pesquera de la zona y su posible aprovechamiento por el gobierno español, presenta un Informe a la Comisión para la Exploración y Estudio del Noroeste de África, sobre la conveniencia de establecer en los mares canarioafricanos un laboratorio flotante instalado en una embarcación dedicada a la pesca, proyecto novedoso que tampoco llegó a desarrollarse.
En noviembre de ese año intenta alcanzar el Sahara desde Cabo Juby, sin conseguirlo a causa de la extrema inestabilidad política e inseguridad en la zona. Este deseo de llegar al desierto le acompañará siempre y no se verá nunca satisfecho pese a repetidos intentos a lo largo de su vida.
Los envíos de material de historia natural al MNCN desde Marruecos se suceden, como resultado de sus propias capturas y las de su equipo: 

…dejó instalados a ocho kilómetros de Mogador a sus acompañantes […] que han continuado hasta hace muy poco recolectando y enviando ejemplares de toda clase de animales….

Realiza una corta visita a España entre marzo y abril de 1907 durante la que ofrece en el Ateneo la conferencia El estado actual de Marrakesh. Regresa enseguida a Marruecos, permaneciendo allí hasta finales del verano, en el que se han de cancelar las actividades de la Comisión en Marruecos, por la gravedad de los conflictos y disturbios en todo el Imperio.

#### Un alto en España (verano 1907-verano 1909)
Ya en España continúa su investigación en coleópteros, grupo al que ha dedicado hasta ese momento 28 trabajos y descrito numerosas especies. Invierte ahora gran parte de su tiempo en lo que denomina «observaciones de biología entomológica», centradas especialmente en los comportamientos de nidificación de himenópteros y coleópteros. En octubre de 1908 participa en el 1.er. Congreso de la Asociación para el progreso de las Ciencias que se celebra en Zaragoza, presentando una comunicación sobre estos temas. Por entonces ha abierto el Laboratorio de Entomología, de M. de la Escalera, en Villaviciosa de Odón, en el que elabora preparaciones de biología entomológica, con fines didácticos «... para trabajos de observación directa en centros docentes y experimentales», según puede leerse en un folleto publicitario del laboratorio, en el que se ofrecen materiales de 45 especies, incluyendo insectos vivos en diferentes estados de desarrollo.
Aparecen sus primeros trabajos sobre escarabajos meloidos, uno de los grupos por los que mostrará mayor preferencia, dedicados a fauna de Marruecos. En una de sus publicaciones se lamenta por el cese de las actividades de la Comisión del NO. de África, en una aguda crítica a la política científica de la Administración: 

Habiéndome cabido en suerte el ser uno de los iniciadores del movimiento producido en nuestra SOCIEDAD para la creación de la Comisión de estudios del NW. de África, puedo y debo animar á nuestros consocios á que ese movimiento no cese, importunando á unos y á otros constantemente, porque sólo el tesón y la constancia nos llevan de ventaja en Marruecos los otros europeos y sería necio que trabajos con fruto comenzados, solo por morosidad se estanquen y no avancen; cuéstales á los otros el arranque y á nosotros la persistencia en el esfuerzo inicial y es más fecunda ésta que el primero por vigoroso que sea.

#### Regreso a Marruecos. 3.ª campaña (verano 1909-finales 1915)
Ese mismo verano vuelve a Marruecos, trasladándose al poco también su familia al completo y estableciendo inicialmente el domicilio familiar en Mogador. Según sus propias palabras, su estancia en Marruecos a partir de 1909 cumple un doble objetivo: 

... por R. O. de 1º de enero, por nombramiento del Excmo. Sr. Ministro de Estado, D. Manuel Allendesalazar, agente oficioso de España en Marraqués, bajo las órdenes inmediatas del S. Ministro Plenipotenciario de S. M. en Tánger, y sin perjuicio de seguir realizando el estudio zoológico que le estaba encomendado en aquella parte de Marruecos.

Prosiguen sus estudios y exploraciones por Marruecos a pesar de la grave situación política que se vive en el país. Como muestra de buena armonía, dedica muchas de las especies que describe durante aquellos años a personajes influyentes del ámbito político y militar, por ejemplo al Bajá de Marraquesh, Hach-Tami, por dar alojamiento y libre circulación por el territorio a su hijo Fernando, de tan sólo 15 años pero ya experto en moverse con seguridad por aquel difícil ambiente. Ambos solicitan por entonces sendas becas a la Junta para la Ampliación de Estudios e Investigaciones Científicas (JAE); el padre para viajar a Francia e Inglaterra con objeto de estudiar las colecciones de coleópteros de los Museos de Historia Natural de París y Londres, permaneciendo en estas ciudades desde junio de 1911 hasta febrero del 12. Al regreso de su prolongada estancia de estudios, la familia se traslada a Tánger debido a los conflictos políticos y disturbios que se suceden en Mogador.
Como ayuda al sostenimiento familiar vende al MNCN parte de los materiales colectados en Marruecos y establece una colaboración con el Museo Nacional de Antropología dirigida a la obtención de objetos etnográficos para sus fondos. A finales de 1911 colabora en Madrid, en un curso organizado por el MNCN titulado Investigaciones sobre Entomología. La familia Martínez de la Escalera continúa en Tánger, desde donde se prosigue la actividad con exploraciones y muestreos cuyo producto se remite al Museo de Madrid: 

… envío de 12.693 coleópteros de Marruecos que manda el Sr. Escalera. 

...un envío de 26.938 insectos recogidos en diversas regiones de Marruecos por D. Manuel Martínez de la Escalera.

Es también de esta época otro proyecto de Escalera, la creación de un laboratorio-hospedería de biología en Tánger, dependiente del Museo de Ciencias Naturales, quizás temeroso de que las crecientes actividades de la Real Sociedad Geográfica en la zona pudieran ir en detrimento de las de la RSEHN y del Museo, y por ende de su propio trabajo.
Hasta este momento Escalera ha descrito 164 especies nuevas para la Ciencia. A finales de 1914 se publica Los Coleópteros de Marruecos en la serie Trabajos del Museo Nacional de Ciencias Naturales. Es la obra emblemática de la actividad científica del autor en el Norte de África; un trabajo de referencia para el colectivo científico de la época, y durante muchos años, por tratarse de la primera recopilación ambiciosa de la fauna coleopterológica marroquí. El autor recoge en ella 2874 especies y subespecies, de los que 256 son taxones nuevos para la Ciencia.

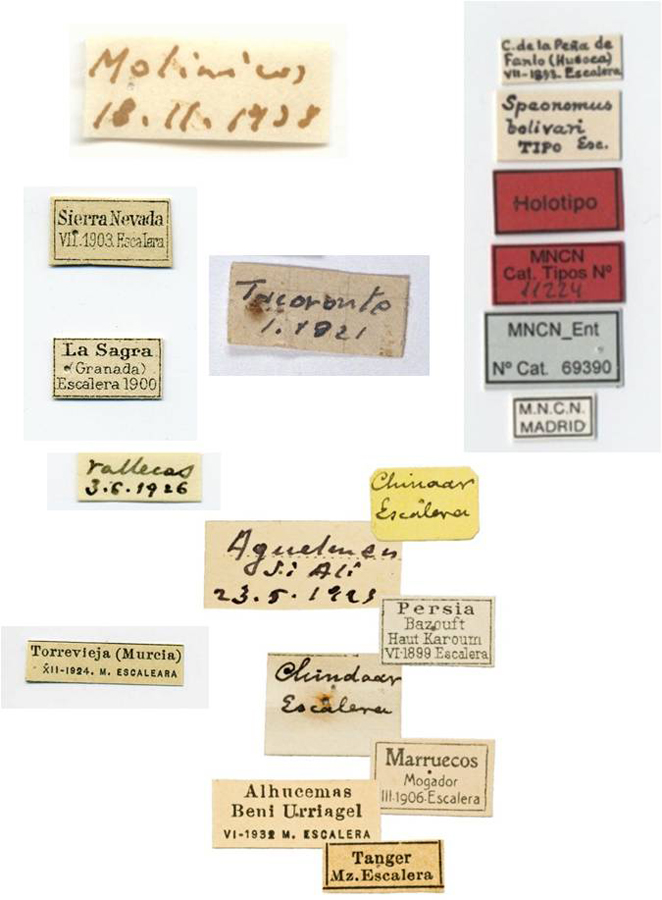
Etiquetas de las recolectas de Escalera en España, África y Asia

En noviembre de 1915 la prensa local se hace eco de una de sus excursiones científicas: 

Ha llegado á Melilla el distinguido catedrático de Entomología, don Manuel Martín de la Escalera. Para estudiar la flora y fauna del Gurugú... 

Pero poco después Escalera ha de poner fin a su prolongada estancia en el Marruecos español y regresar a España.

### Pensionado de la JAE en el MNCN (1916-1918)
Reemprende la colaboración directa con el MNCN responsabilizándose de la organización de las colecciones de coleópteros del centro, especialmente sus propias aportaciones del norte de África. Recibe una pensión de la JAE para ello y así figura en las Memorias de esa institución entre los Encargados de Trabajos del Instituto Nacional de Ciencias Físico-Naturales, que incluía al Museo entre otros centros. Estas pensiones de la JAE constituyen una situación «laboral» de Escalera, más o menos continua desde 1915 y durante muchos años. El mismo Escalera lo aclara en 1942: 

Pensionado por La Junta para Ampliación de Estudios con beca transitoria y variable por trabajos de laboratorio en el Museo de Ciencias Naturales hasta la fecha desde 1915, en que a consecuencia de la guerra de 1914 cesó de depender de la Dirección de Marruecos y Colonias del ministerio de Estado, quedó adscrito a la Sección de Entomología del dicho Museo, para el estudio y arreglo de las colecciones de Coleópteros de España y NW. de África

### Nuevas expediciones (1919-1923)
Pero la pasión del viaje le llama de nuevo y en 1918, con el apoyo del Museo, solicita financiación para una expedición a Fernando Poo. La respuesta del Ministerio de Estado a la misma se recibe desestimando la instancia de Escalera. Entretanto, realiza recorridos de prospección y recolección por varias provincias españolas. Al ver rechazada su propuesta de expedición a las posesiones españolas del golfo de Guinea decide organizarla por cuenta propia y, tras presentar su proyecto a tres instituciones museológicas: el Museo Nacional de Ciencias Naturales, el Museo Nacional de Antropología en Madrid y la Junta de Ciencias Naturales del Ayuntamiento de Barcelona, órgano responsable del Museo de Ciencias Naturales de dicha ciudad, consigue financiación de las mismas como anticipo sobre las capturas que se esperan de la misión. El viaje se realiza desde abril a noviembre y va acompañado nuevamente por su hijo Fernando, repartiéndose entre ambos las zonas a explorar. Los resultados, aunque irregulares según los materiales, van a enriquecer considerablemente las colecciones de estas tres instituciones.
En diciembre de 1920 parte de nuevo con su hijo Fernando, en esta ocasión a la isla de Tenerife (Canarias) en misión científica del Museo según se recoge en la Memoria JAE correspondiente a 1920-1921: 

Interesando mucho el conocimiento de la Fauna de Canarias y considerando la escasa parte que los naturalistas españoles han tomado en ella, el señor Martínez de la Escalera realizó una expedición a Tenerife por indicación de la Dirección del Museo, permaneciendo en dicha isla desde diciembre de 1920 a junio de 1921, recogiendo abundantes datos y materiales, que han pasado a ser propiedad de aquel establecimiento y servirán para ulteriores estudios sobre dicha fauna.

Personaje clave en esta misión es el médico Anatael Cabrera, decidido impulsor del estudio de la biota canaria y creador de una importantísima colección de insectos de las islas que legará al Museo en 1944.
Unos años después proyecta una nueva expedición al continente africano para la que, en febrero de 1924, solicita a la Dirección del MNCN una subvención de 40.000 Ptas.; solicitud que le es denegada. En su lugar, efectúa entonces numerosos desplazamientos de colecta por territorio peninsular, retomando con entusiasmo la que fuera su afición científica inicial, la exploración bioespeleológica. Comisionado por el Museo visita y explora numerosas cuevas de Alicante, Almería, Cantabria, Picos de Europa y Sierra Norte de Madrid.

### Divulgación científica, control biológico, apicultura, vuelta a Marruecos (1924-1932)
Son años de una notable diversificación en sus actividades. Comienza una nueva línea temática en sus publicaciones dirigida a la divulgación científica entomológica que realiza a través de una serie de revistas de cuidada edición propia con el nombre genérico La vida de los insectos en preparaciones del natural. Los folletos, de un considerable nivel científico pero con un lenguaje fácil y ameno, ilustran sobre las variadas relaciones que se establecen entre distintas especies en torno al ciclo de vida de alguna de ellas o bien entre insectos ocupantes de un determinado biotopo. Inaugura la serie un trabajo dedicado a una especie de abeja, La anthophora y su casa.

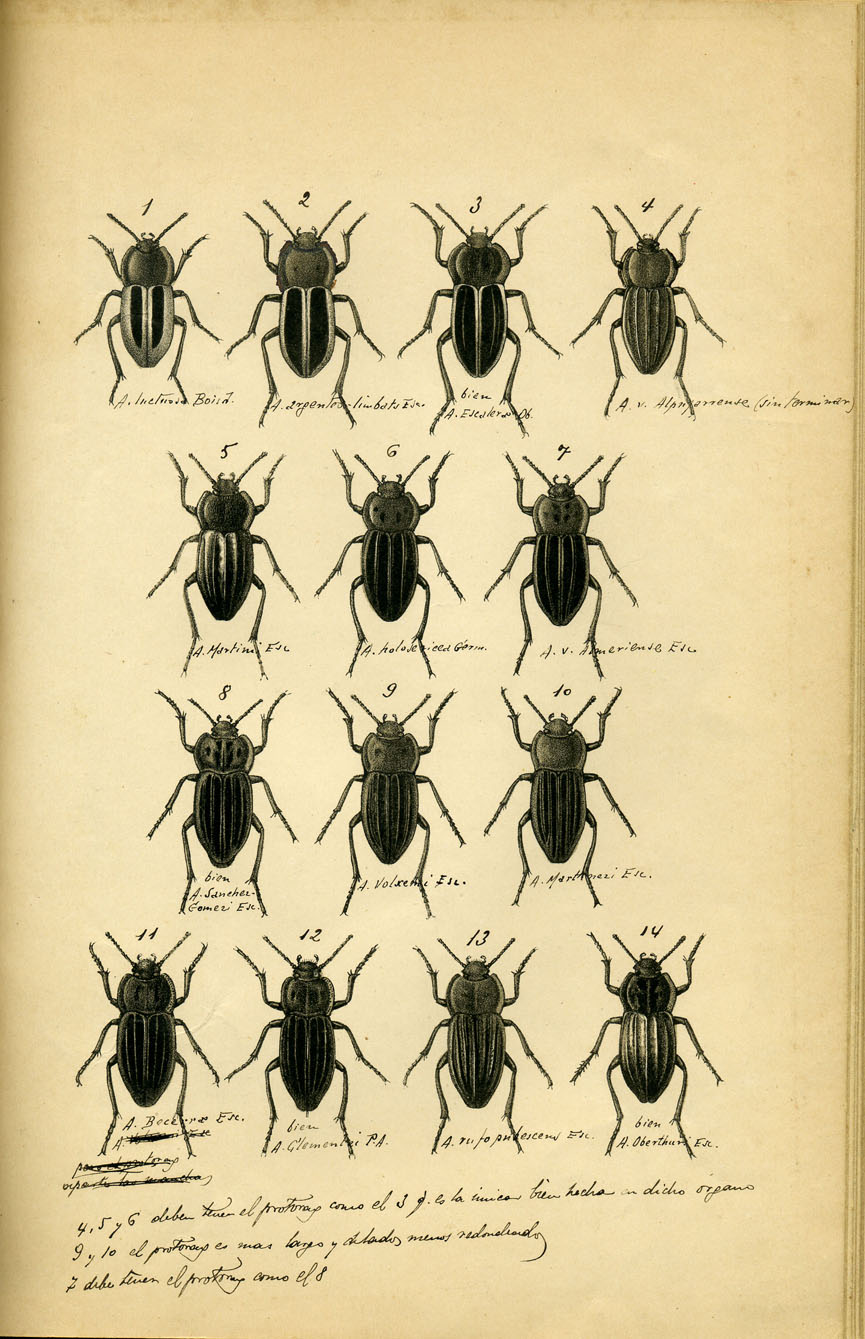
Lámina inédita de Asida

Basándose en experiencias de control biológico realizada por él mismo en 1924 sobre masas forestales de la provincia de Madrid, lleva a cabo con la administración de Argelia, provincia francesa por aquel entonces, un proyecto de lucha contra una intensa plaga declarada en los robledales de aquella región. Organiza para ello un elaborado programa de captura intensiva de los coleópteros depredadores de las orugas causantes de la plaga y de su envío en avión, desde El Escorial hasta la zona afectada en un tiempo récord de tres días. Se llegaron a enviar así, en poco más de un mes, unos 6.000 ejemplares de las dos especies de insectos controladores: 

Con motivo de mis notas sobre Lymantria dispar  [publicada el año anterior] , el Gobierno general de Argelia en su «Service pour la Défense des cultures» ha incluido en su Budget la suma de 5.000 francos para emplear en esta primavera en la caza y remisión a Argel de los insectos coleópteros predatores que yo citaba en ellas, honrándome con esta comisión, según presupuesto convenido, con el fin de intentar la aclimatación de esas especies en el N. de Africa. Y para facilitar la remisión en las mejores condiciones posibles por intermedio de la Embajada de Francia en Madrid, el Cónsul de Francia en Alicante y el Servicio de aviones en su línea de Alicante-Orán se encargaron de los envíos de los insectos vivos, debidamente aprovisionados y embalados, según órdenes del Ministère des Affaires Etrangères de la República, a solicitud del Gouvernement Général de l’Algérie, ensayándose así por primera vez en Europa este sistema modernísimo de transporte en nuevo medio de dispersión geográfica.

Parte de aquel programa hubo de realizarse bajo la supervisión de su hijo, pues Escalera consiguió de la Presidencia del Directorio Militar una subvención para trabajos y exploraciones de campo en el área de Larache y el Mediano Atlas. Tras dos meses de ausencia durante la primavera, aún recorre a su vuelta diversas provincias españolas en nuevas campañas, visitando entre otras zonas Cartagena, Picos de Urbión, la región de Cameros, Madrid, Granada y Almería. Es además este año de 1925 el de su mayor producción científica, con un total de 12 trabajos publicados.
Centra su actividad los años siguientes en la organización y estudio de las colecciones de fauna de Guinea Ecuatorial del MNCN, estimadas entonces en unas 2000 especies y más de 15 000 ejemplares, y a las que tanto había contribuido con sus capturas. Continúa sus viajes de recolección zoológica por España, entre ellos una campaña bioespeleológica durante el verano de 1929 por Guipúzcoa, Navarra y valles pirenaicos, en compañía de Cándido Bolívar y otros especialistas. Ofrece en la RSEHN una charla sobre biología de insectos himenópteros y participa en varias propuestas de nuevos socios a favor de importantes entomólogos como el ortopterólogo B.P. Uvarov o el Prof. E.G. Racovitza, fundador de la Bioespeleología.
Inicia por entonces una nueva línea de trabajo e investigación, la Apicultura, en la que colabora con su hijo y en la que llegarán a convertirse en verdaderos especialistas. Más de 25 publicaciones sobre temas apícolas ven la luz con la firma de padre o hijo; interviene también en esta actividad su hijo menor Manuel. Por su influencia, se organizan en el Museo durante varios años cursos de Apicultura en colaboración con la Dirección de Ganadería.
Vuelve a Marruecos en 1932, y viaja entre mayo y julio por la zona del Rif consiguiendo abundante material entomológico, de gran interés para establecer las relaciones de las faunas del Sur de España y Norte de África.

### Entomólogo del MNCN (1932-1935)

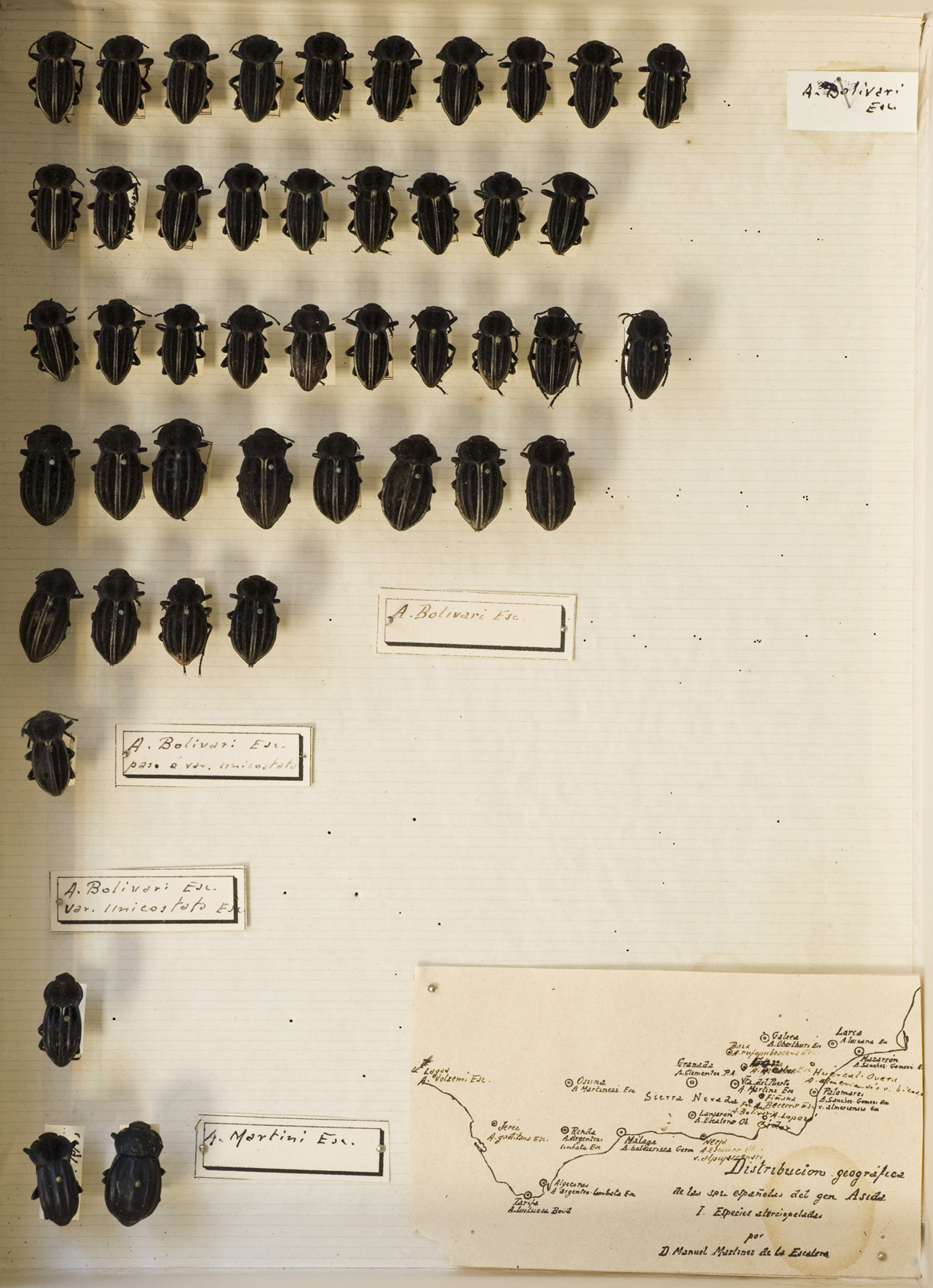
Caja entomológica con ejemplares del género Asidas con mapa.

A su vuelta, en ese mismo mes de julio, obtiene por oposición el puesto de Entomólogo Agregado en la Sección de Entomología del MNCN. Manuel cuenta entonces 64 años de edad. Debido a su nueva situación administrativa en el Museo debe desprenderse de su colección privada, por prohibir el reglamento del centro la existencia de colecciones particulares entre su personal. Nuestro autor hubo de venderla a la institución ya que su situación económica de entonces no le permitía entregarla en donación como hubiera sido su deseo. La colección se componía de 80 000 ejemplares de coleópteros, representando más de 10 000 especies de todas las faunas, reunidas en 600 cajas. En cuanto a su contenido informan las Memorias de la JAE de 1935: 

… un inmenso material para el estudio de los Coleópteros de la Península, pues representa la labor de cincuenta años de un trabajo activísimo de exploraciones y estudios continuados, realizados con el objeto de llegar al conocimiento de la fauna entomológica española y de la extensión geográfica de sus especies. Gracias a esta aportación posee hoy el Museo la mejor colección de coleópteros de Marruecos que existe.

En abril de 1933 es atropellado por un tranvía y a partir de entonces debe caminar con muletas, hecho que no le impedirá seguir colectando como se recoge en los diarios de incidencias del Museo. Uno de esos diarios se hace eco de la inestabilidad que comienza a vivir el país en octubre de 1934: 

Se declara una huelga general revolucionaria que dura hasta el día 15 y que dificulta la marcha normal de los servicios del Museo.

Toma parte activa en la organización del VI Congreso Internacional de Entomología que se celebraría en Madrid durante el mes de septiembre de 1935 y en el que figura como miembro del Comité organizador y como Vocal de la Mesa española. Su comunicación en el mismo, Especies nuevas de Maláquidos del Atlas y de Ifni, aparece entre los Trabajos del Congreso que no pudieron editarse hasta años después de su celebración, en 1940, debido a las dificultades generadas por la guerra civil española.

### La Guerra Civil (1936-1938)
Al comenzar la guerra la familia se traslada a Valencia, de allí a Altea y en algún momento a Villajoyosa, donde fallece su esposa, Emma Goróstegui. Pero curiosamente, Martínez de la Escalera no acompañaba al personal del Museo que en 1938 fue oficialmente trasladado a Valencia como parte de la Delegación de la JAE creada por la propia Junta tras su disolución por el general Franco. Él pasó gran parte de aquel año muestreando en la provincia de Albacete, debidamente autorizado por la Comisión Delegada de la JAE. Los resultados de aquella misión fueron por cierto inmejorables en cuanto a colectas de insectos, atendiendo al elevado número de ejemplares que de aquellas fechas y localidades se conservan en el MNCN. Por otra parte, había solicitado también trasladarse a Rabat con objeto de efectuar estudios sobre coleópteros norteafricanos en el Institut Scientifique Cherifien de aquella ciudad, proyecto que no llegó a realizarse por dificultades de tipo administrativo.

### Últimos años

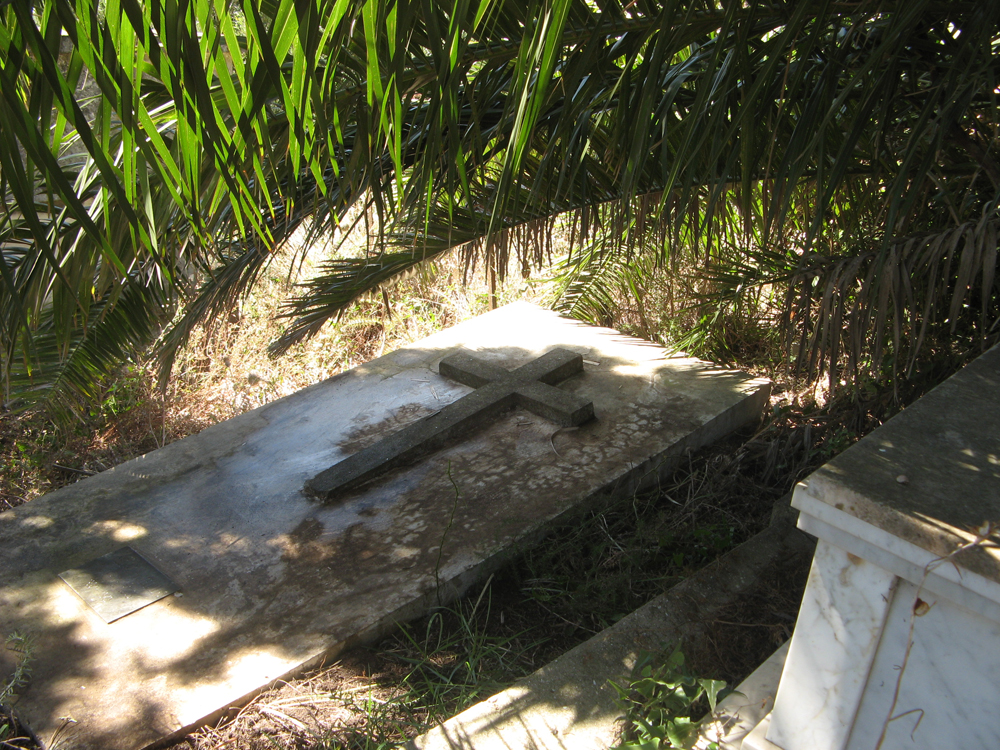
Tumba de Manuel Martínez de la Escalera.

Finalizada la guerra, y creado por el nuevo régimen el Consejo Superior de Investigaciones Científicas (CSIC), sobre la infraestructura y centros de la JAE, el autor trata de adaptarse a la situación y permanece en la institución conservando su perfil laboral con idéntica denominación. Su estrecha relación con muchos de los que hubieron de exiliarse, los procesos de depuración emprendidos en el propio centro, implicándolo a él y a su propio hijo, la marcha finalmente también de éste con su familia, las sospechas políticas y la penuria económica… no debieron de ser fáciles de sobrellevar. Y tras no haber logrado su ida a Rabat, solicita en febrero de 1941 marchar al Sahara Español. Su propuesta es aceptada por el jefe de la Sección de Entomología del centro –ya no Museo, sino Instituto Español de Entomología– y por el director de Marruecos y Colonias «Aprobando en principio la expedición entomológica a Cabo Juby, de la que ya se dirá cuando ha de hacerse». Esta expedición no llegó tampoco a realizarse.
En 1942 publica un pequeño folleto, muy aclaratorio, en el que resume su actividad científica, relaciona sus publicaciones y taxones nuevos descritos, y ofrece una breve autobiografía. En 1944 llega su jubilación, a la edad de 76 años y en ese mismo año aparece el último de sus trabajos, un artículo publicado en la Revista de la Real Academia de Ciencias Exactas, Físicas y Naturales de Madrid en el que, además de describir su última especie, el Catoplius aliai, aporta numerosos datos de gran interés sobre su propia vida y experiencias científicas.
Sus últimos años transcurren en Tánger, con su hija Emma, donde fallece el 9 de agosto. Sus restos descansan en el cementerio europeo de aquella ciudad.
Aparecen breves notas sobre su muerte en periódicos de la época, incluida una noticia en la revista mexicana Ciencia, creada poco antes por la familia Bolívar, sus amigos, en el exilio. Pero en ninguna revista científica española se publicó la necrología que le era debida. Tres años después, en 1952, en el Instituto Español de Entomología se reúnen datos para preparar una nota necrológica y se piden con ese fin a la familia detalles biográficos para su redacción. Se desconocen los motivos por los que aquella necrología no llegó nunca a publicarse.

### Sobre el autor
- Casado de Otaola, S., 1998. Rumbo a Oriente con Martínez de la Escalera. Quercus, 151: 41-45.
- Casado, S., 2005. Manuel Martínez de la Escalera, ciencia y aventura en Oriente. 843-858. En: Córdoba, J.Mª (ed). Españoles en Oriente Próximo (1166-1926). Aventureros y peregrinos, militares, científicos y diplomáticos olvidados en el redescubrimiento de un mundo. Arbor 711-712 (n.º doble monográfico): 1-936.
- Herrero de la Iglesia, J.M. 2006. Manuel Martínez de la Escalera (1867-1949): por las montañas de Anatolia e Irán. 173. En: Córdoba, J. Mª & Pérez Díe, MªC. La aventura española en Oriente (1166-2006). Viajeros, museos y estudiosos en la historia del redescubrimiento del Oriente Próximo Antiguo. Madrid, Ministerio de Cultura.
- Martín Albaladejo, C. & Izquierdo Moya, I. (eds.), Al encuentro del naturalista Manuel Martínez de la Escalera (1867-1949') . Monografías n.º 25, Museo Nacional de Ciencias Naturales (CSIC). 1-694 (incluye DVD).
- Martín Albaladejo, C. & Izquierdo Moya, I., 2011. Manuel Martínez de la Escalera. Biografía y Publicaciones. DVD interactivo. del Museo Nacional de Ciencias Naturales (CSIC) & Asociación española de Entomología.

### Para saber más
- Barreiro, A.J., 1944. El Museo Nacional de Ciencias Naturales (1771-1935) . Consejo Superior de Investigaciones Científicas. Instituto de Ciencias Naturales “José de Acosta”. Madrid. 1-381
- Barreiro, A.J., 1992. El Museo Nacional de Ciencias Naturales (1771-1935) . Theatrum Naturae, Ediciones Doce Calles, Madrid. 1-509. [reedición del anterior].
- Córdoba, J.Mª & Pérez Díe, MªC., 2006. La aventura española en Oriente (1166-2006). Viajeros, museos y estudiosos en la historia del redescubrimiento del Oriente Próximo Antiguo. Madrid, Ministerio de Cultura. 1-315.
- Dusmet, J.M., 1944. Recuerdos para contribuir a la historia de la entomología de España (discurso leído en el acto de su recepción) . 1-82. Ed. Real Academia de Ciencias Exactas, Físicas y Naturales. Madrid.
- González Bueno, A. & Gomis Blanco, A., 2007. Los territorios olvidados. Estudio histórico y diccionario de los naturalistas españoles en el África hispana (1860-1936) , Aranjuez (Madrid), Ediciones Doce Calles, Colección Theatrum Naturae. 1-552.
- Izquierdo Moya, I. (dir.). 2002. Fauna de Guinea Ecuatorial. Colecciones del Museo Nacional de Ciencias Naturales. Ed. Museo Nacional de Ciencias Naturales (CSIC) & Agencia Española de Cooperación Internacional. CD-ROM
- VV. AA. 1902. Conferencias y Artículos. Boletín de la Real Sociedad Geográfica de Madrid, XLIV. 1-644. [Volumen dedicado en su mayor parte a la Guinea Española con motivo de la expedición realizada por la Comisión franco-española para la Demarcación de los Territorios del Muni (julio-noviembre, 1901)].